# Aguaí
Aguaí è un comune del Brasile nello Stato di San Paolo, parte della mesoregione di Campinas e della microregione di Pirassununga.

## Storia
Il comune è stato creato nel 1944 con legge statale.

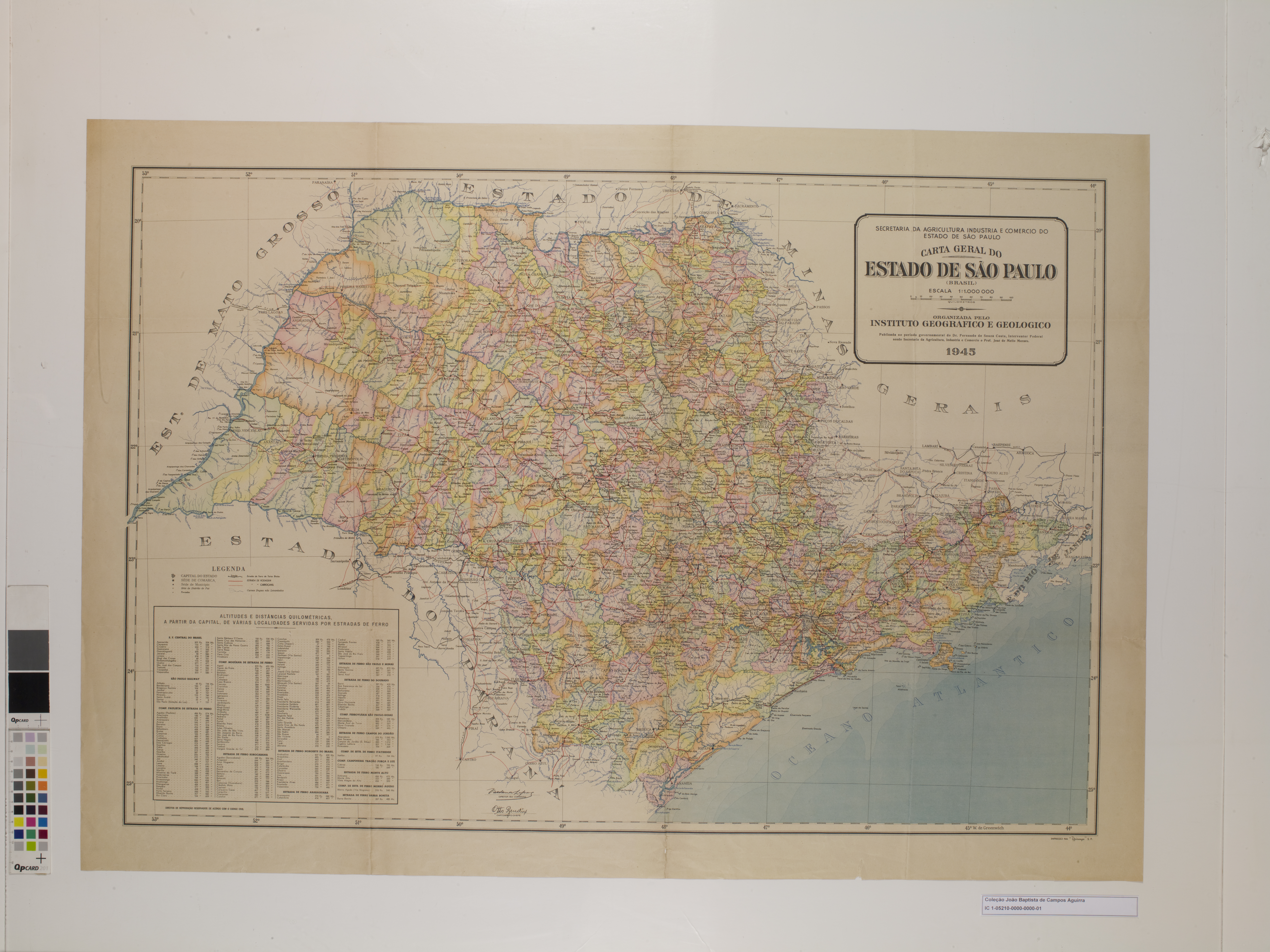
Mappa dello stato di San Paolo (1944).